# Yersey
Yersey je podmořská sopka ve Floreském moři. Leží na stejném hřbetu jako vulkán Batu Tara. Na starších mapách jsou v širším okolí pravděpodobného výskytu Yersey uváděné útesy jako důsledek sopečné činnosti, ovšem průzkum z roku 1929 změřil jeho hloubku na 3 800 m. 